# Seikanron

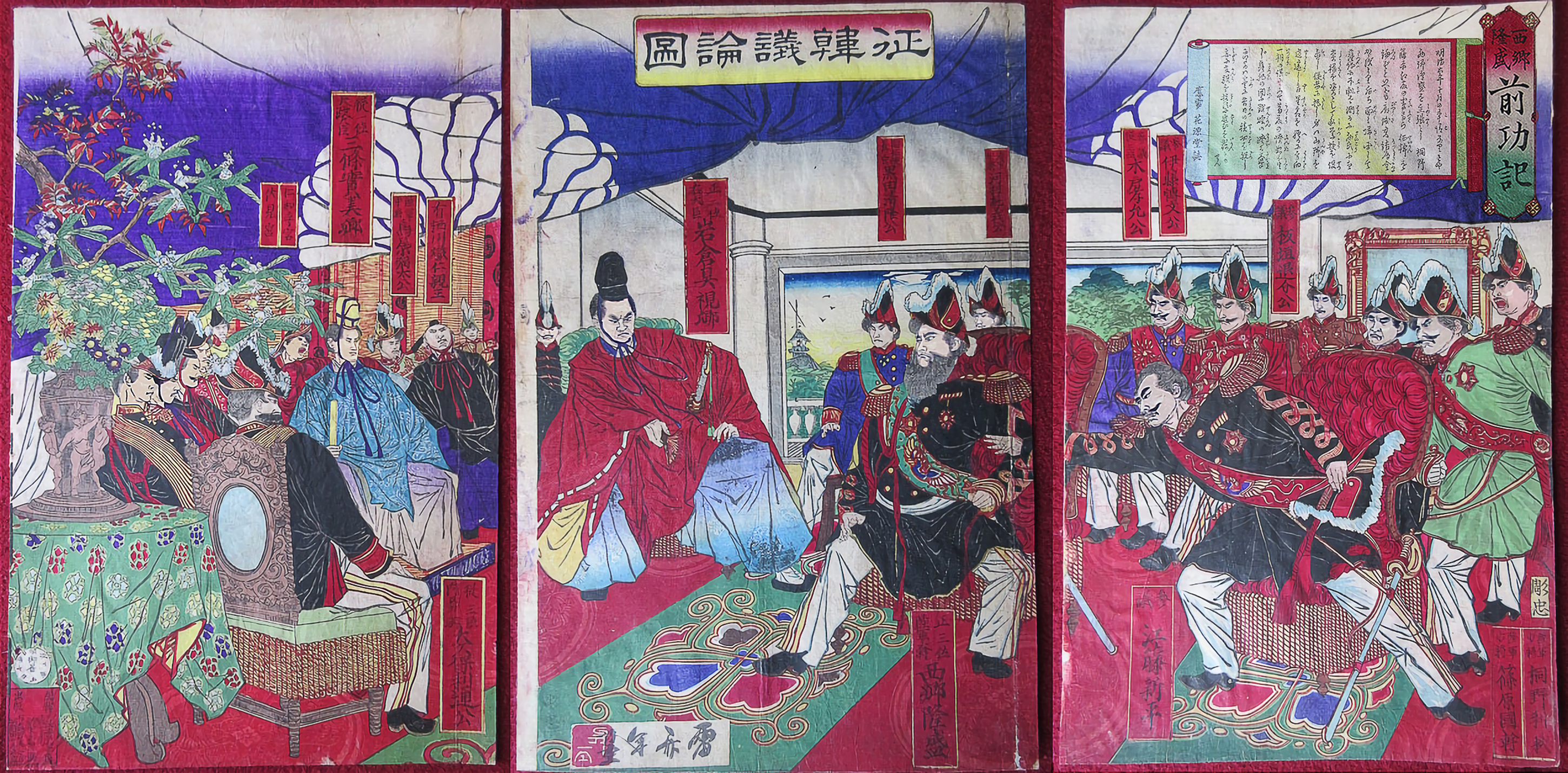
El debate de Seikanron. Saigō Takamori está sentado en el centro. 1877 pintura.

El Seikanron (japonés: 征韓論; coreano: 정한론; Defensa de una expedición punitiva a Corea) fue un importante debate político en Japón durante 1873 con respecto a una expedición punitiva contra Corea. El Seikanron dividió el gobierno Meiji y la coalición de restauración que se había establecido contra el bakufu, pero resultó en la decisión de no enviar una expedición militar a Corea.

## Antecedentes históricos
Después de la restauración Meiji y el derrocamiento del shogunato en 1868, el recién formado gobierno Meiji se embarcó en reformas para centralizar y modernizar Japón. La parte imperial no persiguió su objetivo de expulsar los intereses extranjeros de Japón, sino que se adhirió a los tratados firmados durante el período bakumatsu con el objetivo final de revisarlos y fortalecer la nación al continuar con las reformas iniciadas bajo el shogunato. En asuntos exteriores, el gobierno había tomado medidas para establecer una oficina de asuntos exteriores que se hiciera cargo de las relaciones externas de Japón, que anteriormente estaba a cargo del bakufu.
Aunque el shogunato había sido derrocado, la Ōuetsu Reppan Dōmei, una alianza de dominios del noreste, continuó resistiendo al nuevo gobierno. Enomoto Takeaki, un exoficial naval de shogunato, había tomado el control de ocho de los mejores buques de guerra de la armada shōgun y se unió a la alianza del noreste. Después de la derrota de la Ōuetsu Reppan Dōmei, había huido más al norte a Hokkaido, donde ocupó la ciudad de Hakodate y estableció la República de Ezo. En la primavera de 1869, el gobierno central comenzó a operar contra el último bastión de la oposición militar y en mayo de 1869 las fuerzas de oposición se rindieron. La negativa de Enomoto Takeaki a rendirse y su escape a Hokkaido con una gran parte de los mejores buques de guerra de la antigua Marina Tokugawa avergonzaron políticamente al gobierno Meiji. El lado imperial tuvo que depender de una considerable asistencia militar de los dominios más poderosos ya que el gobierno no tenía suficiente poder, especialmente el poder naval, para derrotar a Enomoto por sí solo. Aunque las fuerzas rebeldes en Hokkaido se rindieron, la respuesta del gobierno a la rebelión demostró la necesidad de un gobierno centralizado fuerte. Incluso antes del incidente, los líderes de la restauración se habían dado cuenta de la necesidad de una mayor centralización política, económica y militar.

### Intentos japoneses de establecer relaciones con Corea
Durante el período Edo, la relación y el comercio de Japón con Corea se llevaron a cabo a través de intermediarios con el clan Sō en Tsushima. Se permitió mantener un puesto avanzado japonés, llamado waegwan, en Tongnae, cerca de Pusan. Los comerciantes fueron confinados al puesto avanzado y no se permitió a los japoneses viajar a la capital coreana en Seúl. La oficina de asuntos exteriores quería cambiar estos arreglos a uno basado en las relaciones modernas de estado a estado. A fines de 1868, un miembro del daimyō Sō informó a las autoridades coreanas que se había establecido un nuevo gobierno y que se enviaría un enviado desde Japón.
En 1869, el enviado del gobierno Meiji llegó a Corea con una carta solicitando establecer una misión de buena voluntad entre los dos países; La carta contenía el sello del gobierno Meiji en lugar de los sellos autorizados por el Tribunal de Corea para que el clan Sō los usara. También usó el carácter ko (皇) en lugar de taikun (大君) para referirse al emperador japonés. Los coreanos solo usaron este personaje para referirse al emperador chino y a los coreanos implicaba una superioridad ceremonial al monarca coreano, lo que haría del monarca coreano un vasallo o sujeto del gobernante japonés. Sin embargo, los japoneses solo estaban reaccionando a su situación política interna en la que el shōgun había sido reemplazado por el emperador. Los coreanos permanecieron en el mundo sinocéntrico donde China estaba en el centro de las relaciones interestatales y, como resultado, se negaron a recibir al enviado.
Incapaces de obligar a los coreanos a aceptar un nuevo conjunto de símbolos y prácticas diplomáticas, los japoneses comenzaron a cambiarlos unilateralmente. Hasta cierto punto, esto fue una consecuencia de la abolición de los dominios en agosto de 1871, lo que significaba que simplemente ya no era posible que el clan Sō de Tsushima actuara como intermediarios con los coreanos. Otro factor igualmente importante fue el nombramiento de Soejima Taneomi como el nuevo ministro de asuntos exteriores, que había estudiado brevemente derecho en Nagasaki con Guido Verbeck. Soejima estaba familiarizado con el derecho internacional y siguió una política fuerte en Asia oriental, donde utilizó las nuevas reglas internacionales en sus tratos con los chinos y los coreanos y con los occidentales. Durante su mandato, los japoneses comenzaron lentamente a transformar el marco tradicional de relaciones administradas por el dominio de Tsushima en la base para la apertura del comercio y el establecimiento de relaciones diplomáticas interestatales "normales" con Corea.

## Políticas Meiji
Los dominios del sudoeste de Satsuma, Chōshu, Tosa y Hizen fueron la columna vertebral del régimen Meiji y eso le dio al gobierno su poder, autoridad y su dinero. El daimyo de estos dominios todavía era un factor importante, y los ancianos del dominio estaban celosos de sus intereses institucionales y parroquiales. Como consecuencia, las lealtades locales y nacionales con frecuencia estaban en desacuerdo.

### Reformas políticas y estructurales
Muchos en la coalición de restauración habían reconocido la necesidad de una autoridad centralizada y, aunque el lado imperial fue victorioso contra los bakufu, el gobierno Meiji temprano era débil y los líderes tenían que mantener su posición en sus dominios cuyas fuerzas militares eran esenciales para lo que el gobierno necesitaba conseguir. Las divisiones políticas en forma de dominios feudales, las relaciones señor-vasallo dentro de la élite samurai y la separación de las clases sociales dentro de la sociedad japonesa fueron los principales impedimentos para la centralización. Sin embargo, en la memoria histórica de Japón hubo una era de unificación bajo un gobierno central encabezado por el emperador y los años Tokugawa habían estimulado la integración económica y cultural. Para el régimen Meiji también fue afortunado que las relaciones personales se hubieran establecido durante los años que precedieron a la restauración y mediante la cooperación entre los diversos dominios durante las campañas militares contra los dominios bakufu y de resistencia, un alto nivel de educación y habilidades sociales. También ayudó a lubricar y cimentar las amistades entre los miembros de los dominios.

### Abolición de los dominios
En enero de 1869, los cuatro dominios del sur oeste de Satsuma, Choshu, Tosa y Hizen presentaron una petición a la corte declarando que se les permitiría devolver sus registros de sus dominios al gobierno imperial. Para cuando el tribunal aceptó formalmente la petición de cuatro dominios el 25 de julio de 1869 y la hizo obligatoria, la mayoría de los casi trescientos dominios habían presentado solicitudes similares. Todos los daimyō ahora eran nombrados gobernadores (Chiji) de sus dominios, pero sin los privilegios de sucesión hereditaria. A cambio de entregar su autoridad hereditaria al gobierno central, también se les permitió retener el diez por ciento de los ingresos fiscales para gastos del hogar. Como gobernadores, los antiguos daimyō podían nombrar subordinados, pero solo si los subordinados cumplían con los niveles de calificación establecidos por el gobierno central. El regreso de los registros (hanseki hōkan) fue un primer paso hacia la centralización y la unificación administrativa de Japón. Los daimyō aún conservaban gran parte de su autoridad, pero ahora gobernaban como oficiales nacionales y no por sí mismos. En agosto de 1871, los dominios fueron completamente abolidos (haihan chiken) y reemplazados por prefecturas.

### Reforma de las instituciones gubernamentales
Otra reforma más importante fue el establecimiento de una institución ejecutiva mucho más poderosa que la que había existido anteriormente en el nuevo gobierno, el Daijō-kan. El primer puesto, Ministro de la Derecha (Udaijin), fue para Sanjō Sanetomi. Debajo de él había tres Grandes Consejeros (Dainagon); Estas posiciones fueron inicialmente para dos nobles de la corte: Iwakura Tomomi y Tokudaiji Sanenori y un ex-daimyo Nabeshima Naomasa de Hizen. Nabeshima, se retiró después de un año y murió a principios de 1871, pero dos nobles de la Corte más fueron nombrados para este cargo en diciembre de 1869 y noviembre de 1870, respectivamente. Luego vinieron los Consejeros (Sangi), todos los cuales eran samurái: inicialmente dos: Soejima Taneomi de Hizen y Maebara Issei de Chōshu, luego cuatro con la adición de Ōkubo Toshimichi de Satsuma y Hirosawa Saneomi de Chōshu. Durante los siguientes dos años, el número de Sangi varió, desde un mínimo de dos hasta un máximo de siete, y otros seis samurái ocuparon el cargo en un momento u otro: Kido Koin de Chōshu, Ōkuma Shigenobu de Hizen, Saigō Takamori de Satsuma y Sasaki Takayuki, Saito Toshiyuki e Itagaki Taisuke, todos de Tosa.
Bajo el Daijō-kan había seis departamentos o ministerios que se habían establecido: Asuntos Civiles (Mimbushō), Finanzas (Ōkurashō), Guerra (Hyōbusho), Justicia (Kyōbushō), Casa Imperial (Kunaishō) y Asuntos Exteriores (Gaimushō). Por lo general, estaban encabezados por príncipes imperiales, nobles de la corte o daimyo, pero generalmente eran los diputados samurái quienes tenían el control efectivo. Otro decreto emitido al mismo tiempo, reunió a los nobles de la corte y a daimyo en un solo orden de nobleza, que se llamaría kazoku, que también dividía al samurái en dos amplios segmentos, shizoku (nobleza) y sotsu (soldados de infantería). Esto reemplazó la multiplicidad existente de rangos e instituyó una revisión de los estipendios hereditarios, y también revisó las regulaciones relativas a la oficina local y las finanzas.

### Tensiones con los samuráis
Surgieron serias divisiones en la coalición de restauración que había derrocado al shogunato. Las reformas promulgadas por el gobierno Meiji, como la abolición de los dominios, llevaron al resentimiento.

## Debates
Saigō Takamori y sus partidarios insistieron en que Japón confrontara a Corea debido a la negativa de este último a reconocer la legitimidad del Emperador Meiji como jefe de Estado del Imperio del Japón, y al trato insultante que se le dio a los enviados japoneses que intentaban establecer relaciones comerciales y diplomáticas. El partido de guerra también vio el problema en Corea como una oportunidad ideal para encontrar un empleo significativo para los miles de samurái sin trabajo, que habían perdido la mayor parte de sus ingresos y posición social en el nuevo orden social y económico de Meiji. Estos samurái representaban una amenaza para el gobierno y, como samurái, Saigō simpatizaba con su situación.
Según la ortodoxia, "el propio Saigō se ofreció como voluntario para ir a Corea como enviado especial, invitando a un intento de asesinato que proporcionaría justificación, si fuera necesario, para una expedición punitiva". Sin embargo, la declaración de Saigō fue un intento de ganarse el apoyo de Itagaki Taisuke. Además, mientras que la expedición a Corea tenía como objetivo proporcionar ingresos a los samurái desempleados, Saigō no se opuso al plan Inoue-Yoshida, que abolió los estipendios de samurái. Así, la condena de Saigō de la provocación Meiji contra Corea en 1876 sugiere que la intención de Saigō pudo haber sido simplemente "establecer una relación firme" con Corea. En cualquier caso, los otros líderes japoneses se opusieron firmemente a estos planes, en parte por consideraciones presupuestarias y en parte por la comprensión de la debilidad de Japón en comparación con los países occidentales de lo que habían presenciado durante la Misión Iwakura.
Si bien los historiadores ortodoxos ven la disputa como una cuestión de invadir o no Corea, la provocación contra Corea en 1876 respalda la afirmación de que la facción de Iwakura nunca estuvo en desacuerdo sobre la validez de un ataque. Los revisionistas ven al Seikanron no como una disputa sobre si invadir, sino más bien cuándo y quién hacerlo. El primero porque los que regresaron de la Misión Iwakura creían que Japón era demasiado débil para atraer la atención internacional y debían centrarse en reformas internas, el segundo porque la separación del gobierno entre el gobierno provisional y los grupos de Iwakura permitió la lucha de poder entre ellos. (Ōkubo, por ejemplo, no tenía una posición real de poder en ese momento, ya que su posición fue tomada después de su partida). Los argumentos contra la invasión de Corea se resumieron en el "Documento de 7 puntos" de Ōkubo Toshimichi, fechado en octubre de 1873, en el que argumentó que la acción contra Corea era prematura porque Japón estaba en las etapas de modernización y una invasión sería demasiado costosa para Japón. Los puntos de vista de Ōkubo fueron apoyados por la facción contra la guerra que consistía principalmente en aquellos que regresaban de la Misión Iwakura. Iwakura hizo que el emperador revocara la decisión de enviar a Saigō como enviado a Corea, poniendo fin al debate.
Como se decidió que no se tomarían medidas contra Corea, muchos del Partido de la Guerra, incluidos Saigō e Itagaki, renunciaron a sus cargos gubernamentales en protesta. Saigō regresó a su ciudad natal de Kagoshima, aunque nunca renunció oficialmente a su cargo en la guardia del palacio. Algunos historiadores (principalmente ortodoxos) sugieren que esta división política allanó el camino para la rebelión de Saga de 1874 y la rebelión de Satsuma de 1877. Itagaki, por otro lado, se involucró con el Aikoku Kōtō, un partido político liberal, y se rebeló contra la camarilla de Iwakura por medios legales.